# Clemente Biondetti
Clemente Biondetti, né le 18 août 1898 à Buddusò, dans la province de Sassari (Sardaigne), et mort le 24 février 1955 à Florence, est un pilote automobile italien. 

## Biographie
Tout d'abord pilote de moto, Clemente Biondetti débute en compétition automobile en 1927, sur Salmson. Dès 1929, il s'impose dans plusieurs courses de côte sur Bugatti: la Coppa della Collina Pistoiese (Pontedecimo-Giovi, près de Genova) sur une Type 35 et, la Coppa Pierazzi (Grosseto).
En 1930, il remporte encore Bobbio-Passo del Penice (Piacenza), la Coppa della Consuma (Florence) et la Coppa Pierazzi (Grosseto), puis en 1931 Massarosa-Monte di Quiesa (Lucques), de nouveau la Coppa Pierazzi et le Circuit de Pontedera, toujours sur Bugatti. Son ultime succès en côte arrive en 1936, à Develier-Les Rangiers en Suisse, sur Alfa Romeo P3.
Durant la guerre, Biondetti finit deuxième du Grand Prix de Tripoli en 1940 (épreuve dont il fut déjà troisième dix ans plus tôt, en 1930).

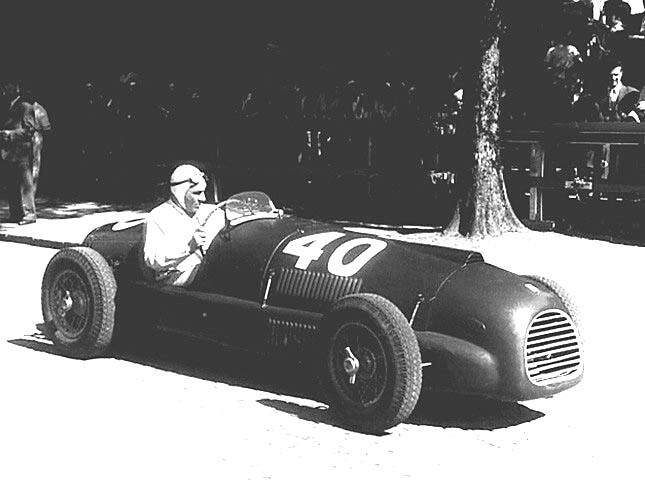
Biondetti lors du Grand Prix automobile de Suisse 1948 sur Ferrari 166.

Spécialiste des courses d'endurance, il est surtout célèbre pour avoir remporté quatre fois les Mille Miglia en 1938 et 1946 sur Alfa Romeo, puis, en 1947 et 1948 sur Ferrari. En 1948 et 1949, il remporte également la Targa Florio sur Ferrari.
Il participe aussi à la dernière manche du championnat du monde de Formule 1 1950, en Italie avec une Ferrari 166 à moteur Jaguar (abandon au dix-septième tour).
En 1952, son palmarès s'enrichit encore des 10 Heures de Messine, associé à Franco Cornacchia (de), puis en 1953 de la Coppa della Toscana et enfin en 1954 des 3 Heures de Bari (sur Ferrari 735 Mondial).

### Résultats en championnat du monde de Formule 1
| Saison | Écurie | Châssis      | Moteur            | GP disputés | Points inscrits | Classement |
| ------ | ------ | ------------ | ----------------- | ----------- | --------------- | ---------- |
| 1950   | Privé  | Ferrari 166S | Jaguar 6 en ligne | 1           | 0               | Nc.        |